# Tempyō-Hōji
Tempyō-Hōji (japanisch 天平宝字, Kyūjitai: 天平󠄁寶字) ist eine japanische Ära (Nengō) von  September 757 bis Juli 765 nach dem gregorianischen Kalender. Der vorhergehende Äraname ist Tempyō-Shōhō, die nachfolgende Ära heißt Tempyō-Jingo. Die Ära fällt in die Regierungszeit des Kaisers (Tennō) Junnin und der Kaiserin Kōken. 
Der erste Tag der Tempyō-Hōji-Ära entspricht dem 6. September 757, der letzte Tag war der 22. Juli 765. Die Tempyō-Hōji-Ära dauerte neun Jahre oder 2877 Tage.

## Ereignisse
- 759 Ōtomo no Yakamochi kompiliert das Manyōshū
- 763 Der buddhistische Priester Jianzhen stirbt
- 764 Fujiwara no Nakamaro Rebellion (藤原仲麻呂の乱, Fujiwara no Nakamaro no ran)